# Tournoi des Cinq Nations 1982
Navigation
Tournoi 1981 Tournoi 1983
Le Tournoi des Cinq Nations 1982 (du 16 janvier au 2 mars 1982) voit la victoire de l'Irlande qui manque de peu le Grand chelem, victime du baroud d'honneur des Français. Ces derniers réalisent néanmoins l'un de leurs plus mauvais Tournois de l'après-guerre et évitent de très peu la Cuillère de bois.

## Classement
LÉGENDE :

J matches joués, V victoires, N matches nuls, D défaites
PP points pour, PC points contre, Δ différence PP-PC
Pts points de classement (2 points pour une victoire, 1 point en cas de match nul, rien pour une défaite)
T Tenante du titre 1981. 
| Rang | Nation         | J | V | N | D | PP | PC | Δ   | Pts |
| ---- | -------------- | - | - | - | - | -- | -- | --- | --- |
| 1    | Irlande        | 4 | 3 | 0 | 1 | 66 | 61 | +5  | 6   |
| 2    | Angleterre     | 4 | 2 | 1 | 1 | 68 | 47 | +21 | 5   |
| 2    | Écosse         | 4 | 2 | 1 | 1 | 71 | 55 | +16 | 5   |
| 4    | France (T)     | 4 | 1 | 0 | 3 | 56 | 74 | -18 | 2   |
| 4    | Pays de Galles | 4 | 1 | 0 | 3 | 59 | 83 | -24 | 2   |

## Résultats
- Première journée : 16 et 23 janvier 1982

| 16 janvier, Édimbourg, Murrayfield | Écosse  | 09 - 9  | Angleterre     |
| 23 janvier Dublin, Lansdowne Road  | Irlande | 20 - 12 | Pays de Galles |

- Deuxième journée : 6 février 1982

| Cardiff, Arms Park  | Pays de Galles | 22 - 12 | France  |
| Londres, Twickenham | Angleterre     | 15 - 16 | Irlande |

- Troisième journée : 20 février 1982

| Paris, Parc des Princes | France  | 15 - 27 | Angleterre |
| Dublin, Lansdowne Road  | Irlande | 21 - 12 | Écosse     |

- Quatrième journée : 6 mars 1982

| Édimbourg, Murrayfield | Écosse     | 16 - 7 | France         |
| Londres, Twickenham    | Angleterre | 17 - 7 | Pays de Galles |

- Cinquième journée : 20 mars 1982

| Paris, Parc des Princes | France         | 22 - 9  | Irlande |
| Cardiff, Arms Park      | Pays de Galles | 18 - 34 | Écosse  |

### France-Angleterre
C'est la troisième journée qui est le théâtre du Crunchversion 1982 et dont la feuille de match est comme suit :
| 20 février 1982 | France | 15 - 27 (6-12) | Angleterre | Parc des Princes, Paris 45 000 spectateurs Arbitre : D.M. Rea |
| 20 février 1982 | Essai(s) : Pardo 25e Transformation(s) : Sallefranque Pénalité(s) : 2 Sallefranque 54e, 60e Drop(s) : Lescarboura 49e |                | Essai(s) : 2 Woodward 18e Carelton 80e Transformation(s) : 2 Hare Pénalité(s) : 5 Hare 5e, 12e, 47e, 51e, 76e | Parc des Princes, Paris 45 000 spectateurs Arbitre : D.M. Rea |
| 20 février 1982 | |                | | Parc des Princes, Paris 45 000 spectateurs Arbitre : D.M. Rea |

## Composition de l'équipe victorieuse
voir : L'Irlande dans le Tournoi des Cinq Nations 1982